# Бад-Марінберг
Бад-Марінберг (нім. Bad Marienberg) — місто в Німеччині, розташоване в землі Рейнланд-Пфальц. Входить до складу району Вестервальд. Центр  об'єднання громад Бад-Марінберг (Вестервальд).
Площа — 9,96 км2. Населення становить 6103 ос. (станом на 31 грудня 2020).

## Галерея

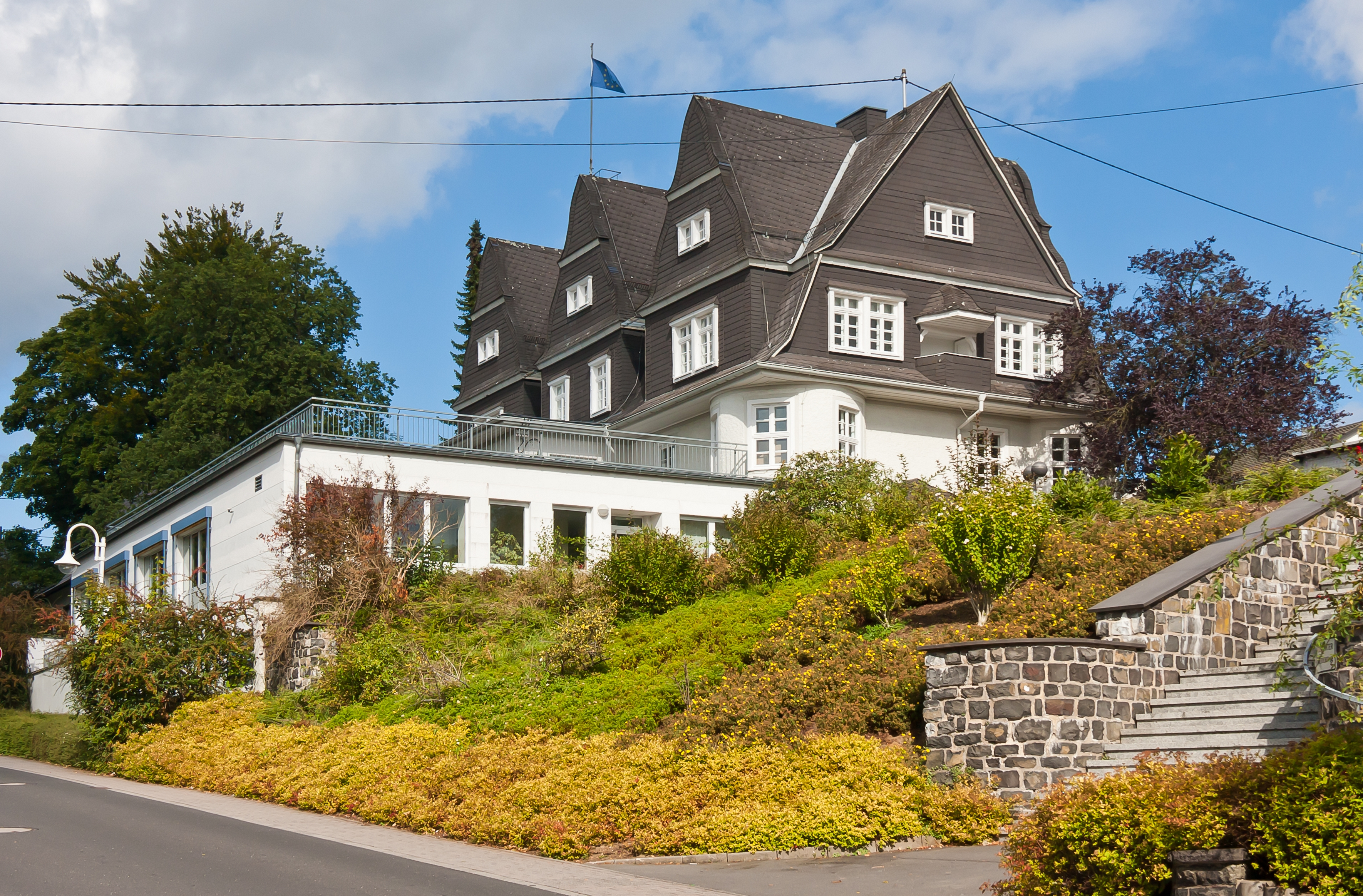
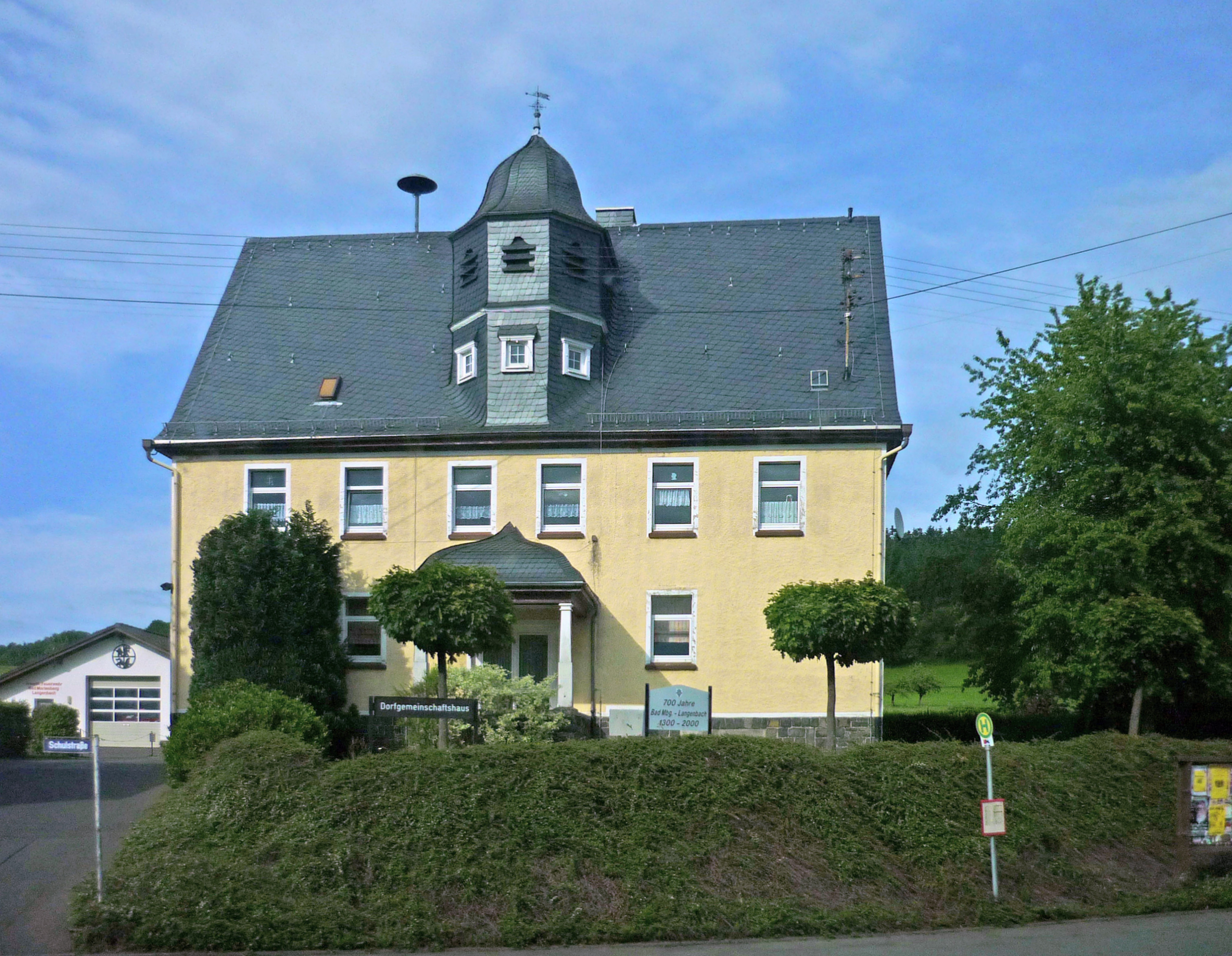
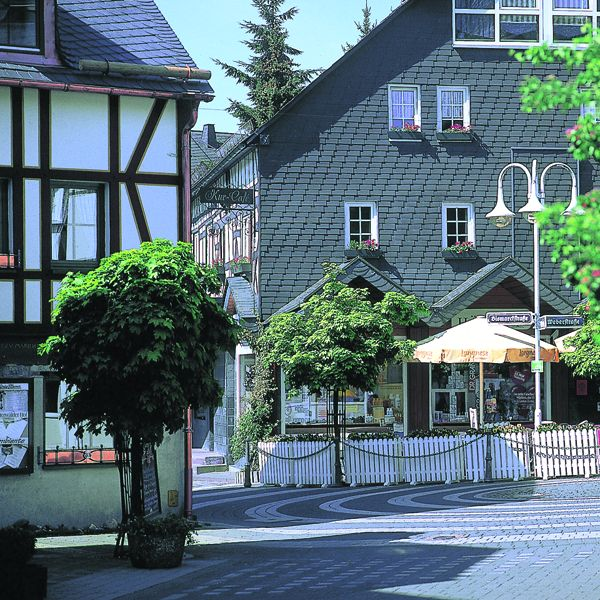
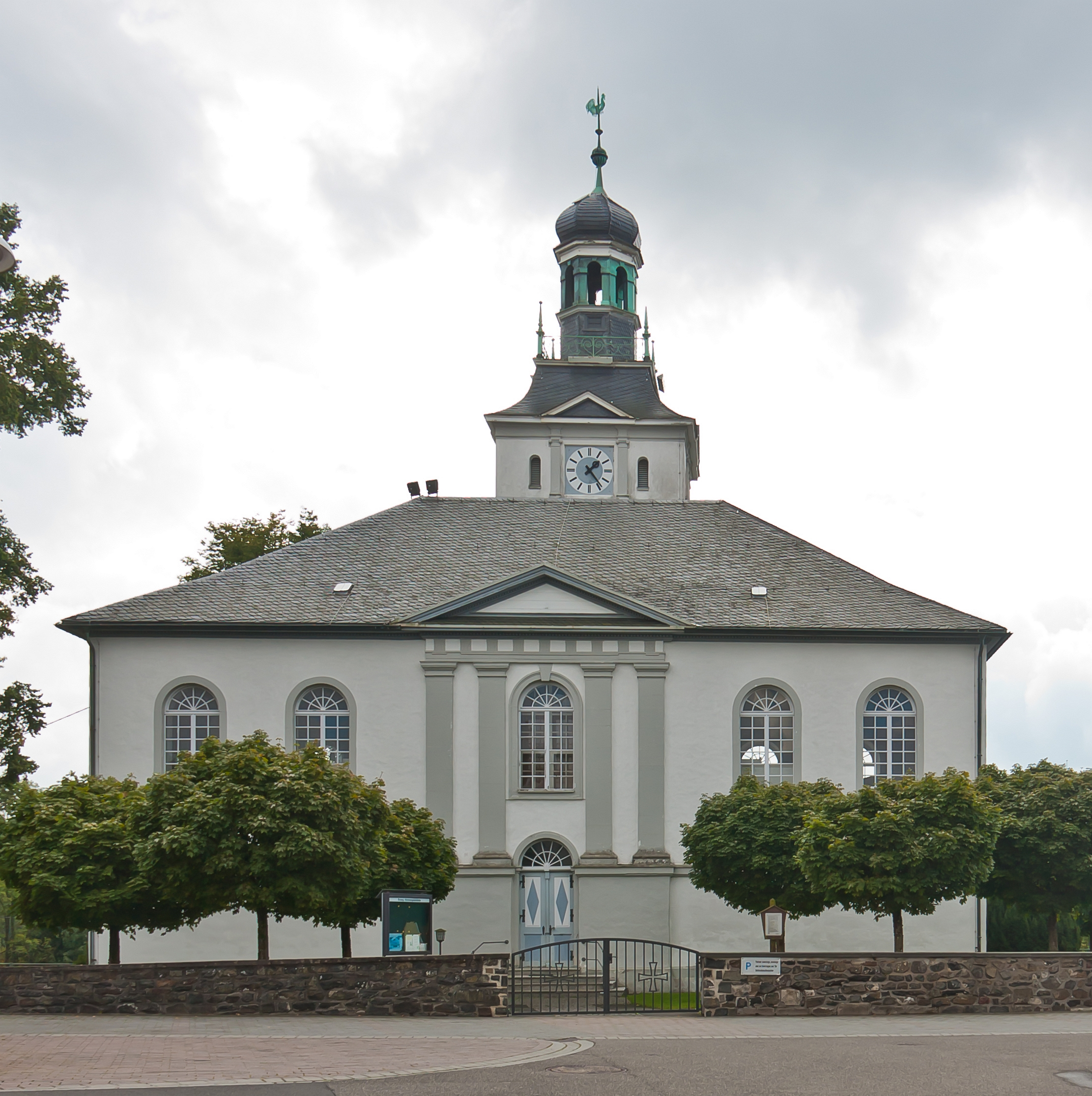
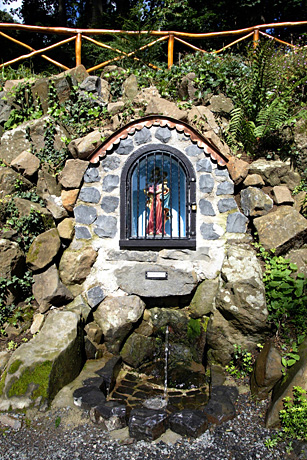
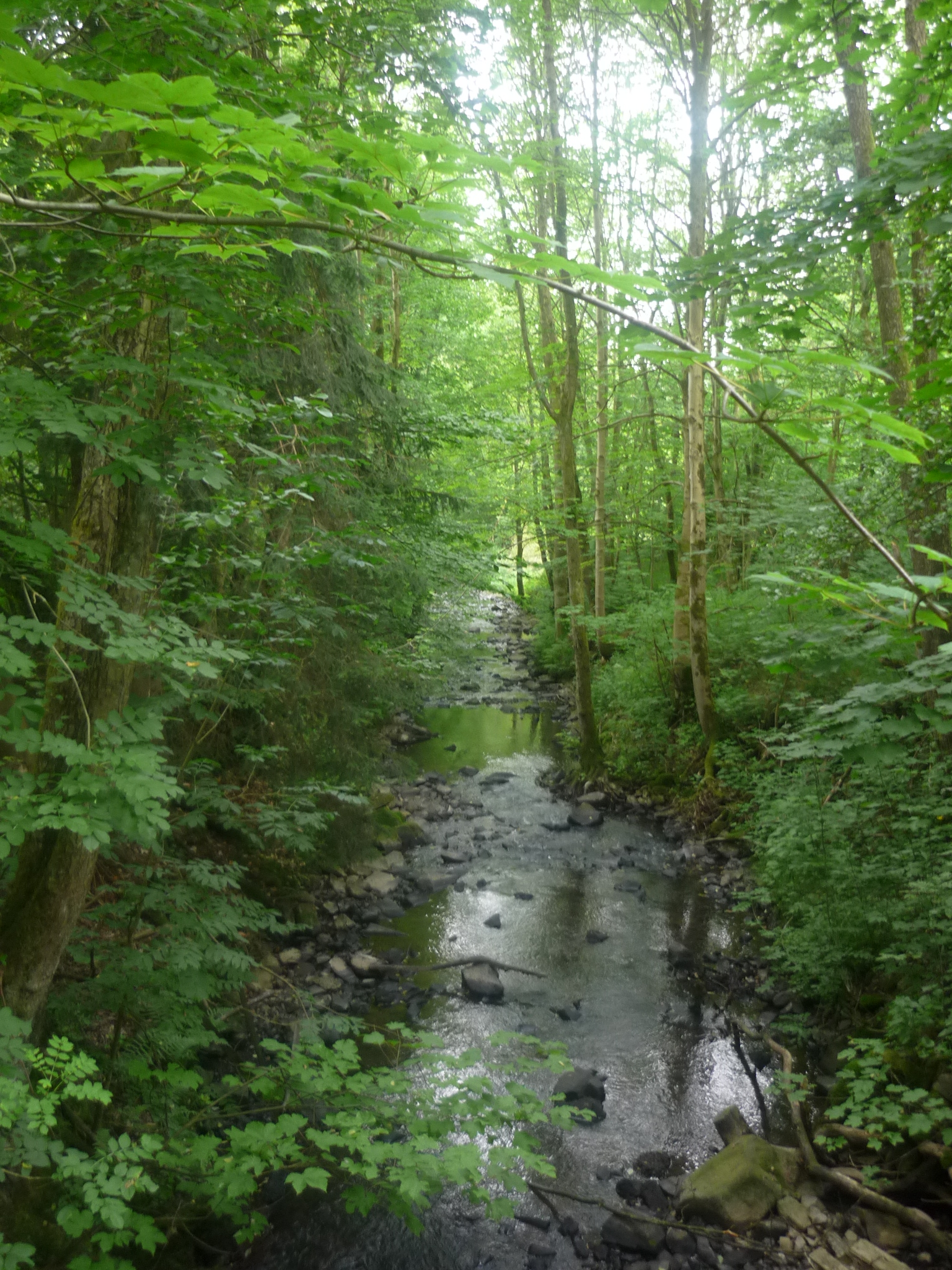